# 咸和 (东晋)
咸和（326年二月-334年）是东晋皇帝晉成帝司馬衍的第一个年号，共计9年。

## 纪年
| 咸和 | 元年  | 二年  | 三年  | 四年  | 五年  | 六年  | 七年  | 八年  | 九年  |
| ---- | ----- | ----- | ----- | ----- | ----- | ----- | ----- | ----- | ----- |
| 公元 | 326年 | 327年 | 328年 | 329年 | 330年 | 331年 | 332年 | 333年 | 334年 |
| 干支 | 丙戌  | 丁亥  | 戊子  | 己丑  | 庚寅  | 辛卯  | 壬辰  | 癸巳  | 甲午  |

## 参看
- 中国年号列表
- 其他时期使用咸和的年号
- 同一时期存在的其他政权的年号
  - 玉衡（311年-334年）：成汉政权李雄的年号
  - 光初（318年十月-329年八月）：前赵政权刘曜的年号
  - 建兴：前凉政权年号
  - 太和（328年二月-330年八月）：后赵政权石勒年号
  - 建平（330年九月-333年）：后赵政权石勒年号
  - 延熙（334年）：后赵政权石弘年号

| 前一年號： 太宁 | 中国年号 | 下一年號： 咸康 |